# بطولة الأمم الرئيسية 1898
بطولة الأمم الرئيسية 1898 (بالإنجليزية: 1898 Home Nations Championship)‏ هو الموسم 16 من  بطولة الأمم الرئيسية. كان عدد الأندية المشاركة فيه  4.